# Lavandula maroccana
Lavandula maroccana là một loài thực vật có hoa trong họ Hoa môi. Loài này được Murb. mô tả khoa học đầu tiên năm 1922.